# Ernst Häusermann
Ernst Häusermann (* 24. Juli 1947 in Lenzburg) ist ein Schweizer Keramiker, Bildhauer, Plastiker, Objektkünstler, Kunstlehrer und Musiker. Er ist einer der bedeutendsten Studiokeramiker der Schweiz.

## Leben und Werk

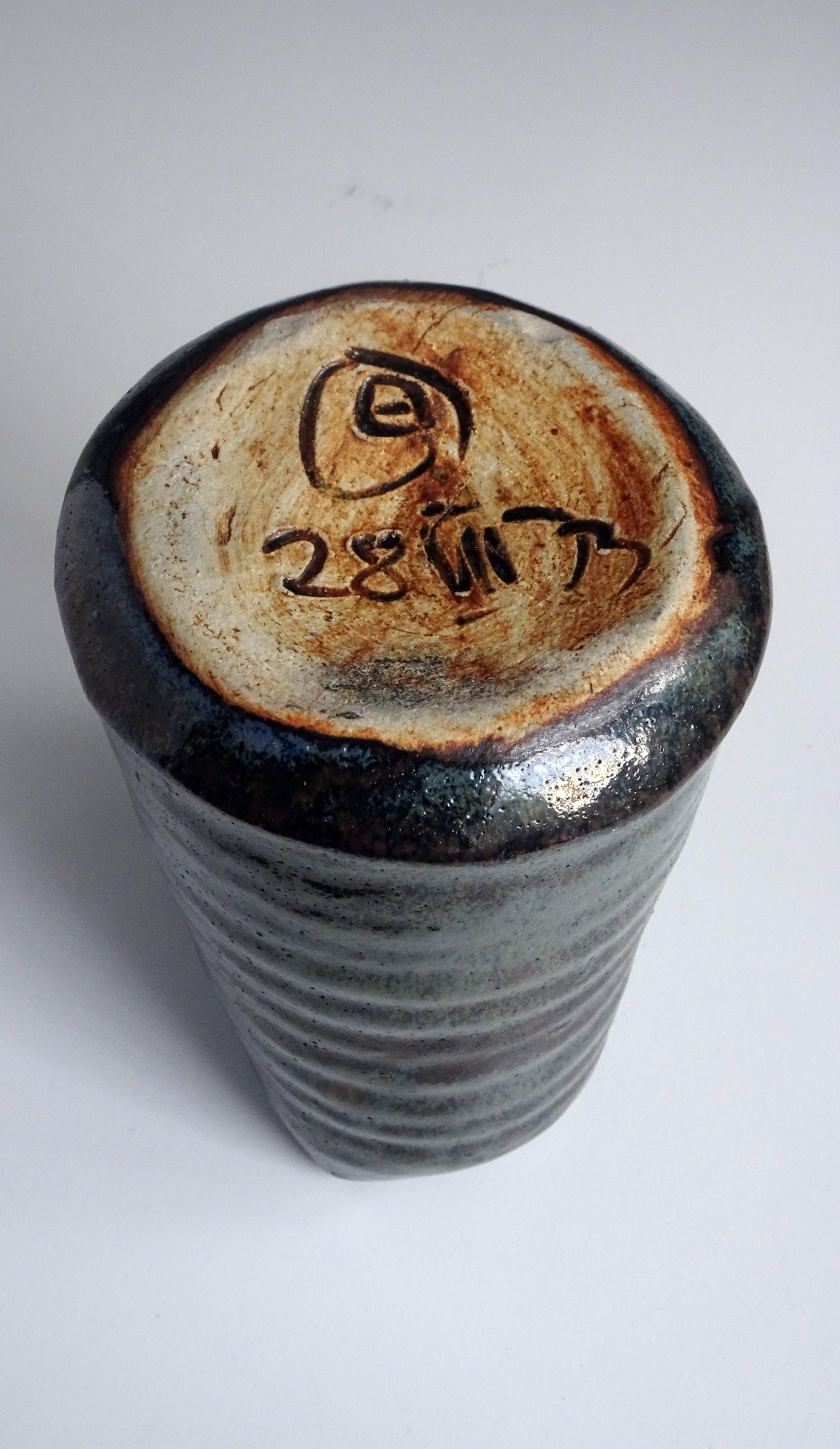
Vase. 1973

Ernst Häusermann absolvierte in Rheinfelden von 1967 bis 1969 eine Töpferlehre bei dem mit ihm verwandten Keramiker und Ofenbauer Arnold Zahner (1919–2005). Zudem belegte er an der Allgemeinen Gewerbeschule Basel Kurse für räumliches Gestalten und Zeichnen. Anschliessend arbeitete er temporär bei Zahner und beim Keramikkünstler Jean-Claude de Crousaz (1931–2012) in Bernex.
Häusermann gründete 1972 in Oberkulm seine eigene Werkstatt und lehrte an der Kunstgewerbeschule Zürich Modellieren und keramisches Gestalten. 1974/1975 folgten seine ersten Einzelausstellungen in Baden und Aarau. 1979 erhielt er im Rahmen der Ausstellung «Deutsche Keramik 79» in Höhr-Grenzhausen den Westerwaldpreis. 1984 verlegte er seinen Wohnort und sein Atelier nach Lenzburg. Als zeitgenössischer Keramiker stellte er seine Werke in zahlreichen Einzel- und Gruppenausstellungen aus.
Häusermann arbeitete wiederholt mit anderen Künstlern an grossformatigen Projekten im Bereich der Architektur zusammen, so mit dem Maler und Zeichner Max Matter (* 1941) für die Projekte «Schule für Strahlenschutz» in Würenlingen und bei der Gestaltung des Aussenbereichs der Psychiatrischen Klinik Münsterlingen, mit Peter Hächler für die Arealgestaltung des Kantonsspitals Aarau, mit dem Maler und Bildhauer Charles Moser (* 1953) sowie mit dem Maler und Architekt Max Anliker (1938–2017) für die Fassaden- und Innengestaltung des Fussgängerbereichs der Neuen Börse Zürich. Häusermann hielt sich 1994 für einen Studienaufenthalt im Künstleratelier des Kantons Aargau in Prag auf.
Häusermann gründete 1964 an der Mittelschule in Lenzburg die Schülerband «Ernst Häusermann Combo». 1966 gelang der Durchbruch seines Orchesters «ernest häusermann group» mit einem Auftritt am «Sonofa» in Zürich. Neben den Unibällen von Bern, Zürich, Basel und Lausanne folgte das Orchester einer Einladung nach Paris. Ab 1968 beteiligte sich die Gruppe an verschiedenen nationalen und internationalen Jazz- und Rhythm-and-Blues-Festivals.